# Proxyon (album Proxyon)
Proxyon – pierwszy album studyjny holenderskiego projektu muzycznego Proxyon, wydany w 1989. Kompozytorami większości utworów byli Michiel van Eijk i Rob van Eijk. Jeden utwór to cover Magic Fly autorstwa Didiera Marouaniego, wydany pod zmienionym tytułem Space Fly. Materiał muzyczny został nagrany w prywatnym studiu producenta Michiela van der Kuya z użyciem tego samego instrumentarium, wykorzystywanego przez niego do produkcji utworów dla Laserdance. Pomysł, by wszystkie tytuły rozpoczynały się od słowa space, pochodził od właściciela wytwórni Rams Horn Records. Okładka albumu przedstawia futurystyczną stację kosmiczną, nawiązującą swym wyglądem do fikcyjnego świata Star Trek wraz ze statkiem Enterprise.

## Spis utworów
1. "Space Guards" (Michiel van Eijk) - 6:45
2. "Space Travellers" (Michiel van Eijk) - 5:20
3. "Space Hopper" (Rob van Eijk) - 6:18
4. "Space Fly (Didier Marouani (jako Ecama)) - 6:40
5. "Space Warriors (Rob van Eijk) - 5:05
6. "Space Hopper /space dub/ (Rob van Eijk) - 7:19

## Instrumentarium
- Roland JX-10
- Roland Juno-60
- Roland Juno-106
- Roland MSQ-100
- Roland TR-808
- Yamaha FB-01
- Yamaha REV 500
- Akai MPC 60
- Korg DVP-1 Digital Voice Processor
- Korg M1
- Korg Polysix
- Korg Monotron Delay
- LinnDrum LM2
- Oberheim OB-Xa
- E-mu Emax
- Ensoniq ESQ-1

## Single
W latach 1987-90 na singlach i maxi singlach opublikowano wszystkie utwory z tego albumu. Utwór Space Fly został wydany jako Magic Space Fly.